# Чукарін Віктор Іванович
Ві́ктор Іва́нович Чука́рін (9 листопада 1921, с. Красноармійське, Донецька область, Українська РСР — 25 серпня 1984, Львів, Українська РСР, СРСР) — український гімнаст, заслужений майстер спорту СРСР, заслужений тренер УРСР (1972), доцент (1963), завідувач кафедри гімнастики Львівського інституту фізичної культури (з 1971), кавалер ордена Леніна (1957). Абсолютний чемпіон Олімпійських ігор (1952, 1956), світу (1954), СРСР (1949—1951, 1953, 1955); чемпіон Олімпійських ігор (4 рази в 1952, 3 рази в 1956, всього 11 олімпійських нагород), світу (1954), СРСР (13 разів в 1948–1956) в окремих видах.

## Біографія
Народився 9 листопада 1921 року в селі Красноармійське, Донецької області (УСРР) в родині донського козака та гречанки. Незабаром родина переїхала до Маріуполя, де Віктор пішов до школи.
Починав заняття гімнастикою у дворі на перекладині, потім у шкільній секції під керівництвом Віталія Полікарповича Поповича. У роки «великого терору» родина Чукаріних пережила трагедію: у 1937 році Чукаріна-старшого репресували за лист до румунських родичів, у якому він просив допомогти продуктами. Після закінчення школи юнак вступив спочатку до Маріупольського металургійного технікуму, а згодом до Київського технікуму фізичної культури. У 1940 році в Харкові виборов титул чемпіона України та отримав звання «Майстер спорту СРСР».
На початку німецько-радянської війни пішов на фронт добровольцем. Був бійцем 1044-го полку 289-ї стрілецької дивізії Південно-Західного фронту. Потрапивши у полон біля Полтави, пройшов через 17 концентраційних таборів, у тому числі Бухенвальд. Наприкінці війни полонених разом із Віктором зігнали на заміновану баржу і відправили в море. Але їх помітили англійці та врятували бранців, до того як плавуча в'язниця вибухнула. Чукарін повернувся додому.
У вересні 1946 року він приїхав до Львова вступати до місцевого Інституту фізичної культури, але вже після початку навчання. Ймовірно, він прибув сюди з надією на підтримку проректора Абрама Ліпмана — колишнього викладача Київського технікуму фізкультури — і не помилився. Утім, В. Чукарін приїхав не з порожніми руками, а з титулом майстра спорту, який він здобув іще під час навчання в Києві. Навчаючись, працював двірником, підробляв також вантажником й інтенсивно тренувався.
На першому повоєнному чемпіонаті СРСР зі спортивної гімнастики в 1946 році Чукарін посів 12-е місце. Роком пізніше на аналогічному турнірі він стає п'ятим, а в 1948 році 27-річний Віктор Чукарін вперше стає чемпіоном СРСР у вправах на брусах. Це був його улюблений снаряд, на якому він особливо витончував свою програму. Чукарін за свою прихильність до брусів навіть отримав прізвисько «Брусевич». Наступного, 1949 року став вже абсолютним чемпіоном СРСР і зберігав цей титул ще протягом двох років. У 1951 році він отримав звання заслуженого майстра спорту СРСР.
У 1952 році на літніх Олімпійських іграх у Гельсінках збірна СРСР вперше бере участь. На першій же своїй Олімпіаді Віктор Чукарін став золотим медалістом у командному заліку та переможцем в абсолютній першості. До цього успіху Віктор додав «золото» за вправи на коні і в опорному стрибку, а також два «срібла» — за вправи на кільцях та на брусах. У 1952 році німецький журнал першим визнав Віктора Чукаріна найкращим гімнастом світу (нім. Der beste Turner der Welt). В 1954 році в Римі Чукарін уперше став абсолютним чемпіоном світу.
На літні Олімпійські ігри 1956 року у Мельбурні 35-річний ветеран Чукарін їде з однією метою — боротися за перемогу. Збірна Японії на чолі з Оно Такасі на Олімпіаді вразила всіх своїм стрімким прогресом. За «золото» в командній першості розгорнулася запекла боротьба, але збірна СРСР зуміла відстояти перше місце. Тоді Віктор Іванович став золотим медалістом у командному заліку та переможцем в абсолютній першості, а також додав «золото» на брусах, а також «срібло» у вільних вправах і «бронзу» у вправах на коні.
27 квітня 1957 року Віктор Іванович Чукарін був нагороджений орденом Леніна. У 1963 році отримав звання доцента кафедри гімнастики, 1967 року — звання судді міжнародної категорії. У 1971 році доцент Чукарін за конкурсом був обраний завідувачем кафедри гімнастики Львівського державного інституту фізичної культури, де виховав першого галичанина — чемпіона літніх Олімпійських ігор 1980 року у Москві Богдана Макуца та ще понад двадцять майстрів спорту. 1972 року став заслуженим тренером України та тренером олімпійської збірної СРСР зі спортивної гімнастики. Ім'я славетного львів'янина пропагували книги, газети, поштові марки, листівки та конверти, до Львова йому надсилали листи з усіх куточків Радянського Союзу. Проте після невдалого виступу збірної СРСР на чемпіонаті Європи 1972 року Віктор Чукарін потрапив у неласку радянської влади. Він працював на посаді завідувача кафедри гімнастики Львівського інституту фізичної культури й уже не їздив ні до Москви, ні на міжнародні змагання. Водночас на п'єдестал пошани піднялося молодше покоління, а Віктора Чукаріна поступово забули. За час роботи у виші створив власну школу гімнастики.

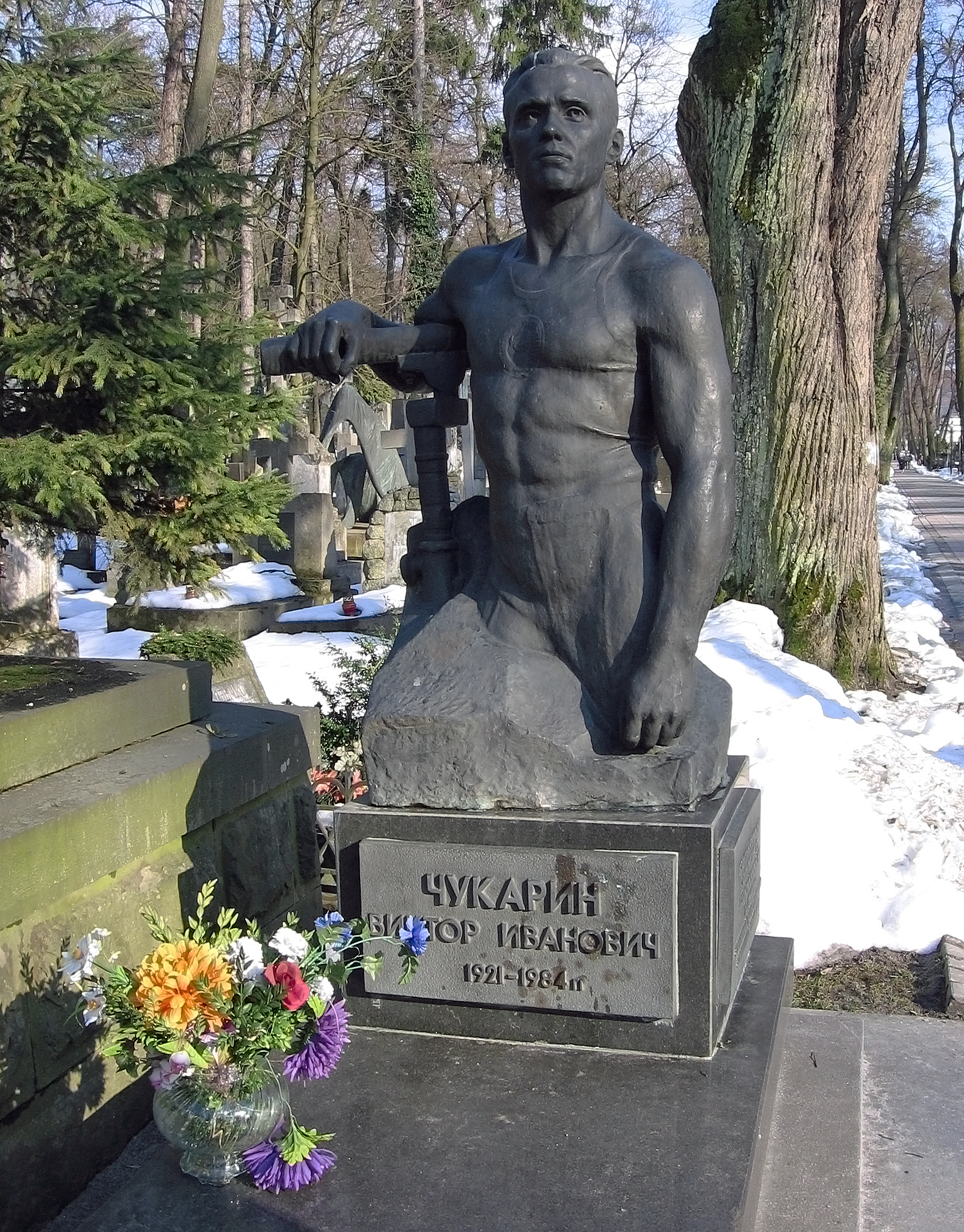
Надгробок Віктора Чукаріна на Личаківському цвинтарі у Львові

Помер 25 серпня 1984 року у Львові. Похований на Личаківському цвинтарі (Головна алея, поле № 4). На могилі встановлено бронзовий пам'ятник авторства скульптора Якова Чайки. Бронзова постать гімнаста зображена у момент переможного завершення виступу на брусах.

## Родина
Зі своєю майбутньою дружиною Клавдією Зайцевою (16 грудня 1919—1 жовтня 2011), також гімнасткою, Віктор Іванович познайомився під час змагань у Ленінграді. Тривалий час вони підтримували робочі стосунки і лише 1948 року вони побралися у Львові. Клавдія Іванівна багато років тренувала дітей в одній зі львівських дитячо-юнацьких спортивних шкіл. У родині Чукаріних було трійко дітей — дівчатка Інна (від першого шлюбу Клавдії Іванівни), а також спільні діти — Вікторія (1950) та Ольга (1954). У майбутньому Інна стала дружиною славетного львівського плавця Георгія Прокопенка, а Вікторія — дружиною Миколи Чаплинського, нині завідувача кафедри водних та неолімпійських видів спорту Львівського державного університету фізичної культури. Молодші доньки, через роки, стали майстрами спорту з художньої гімнастики.

## Вшанування

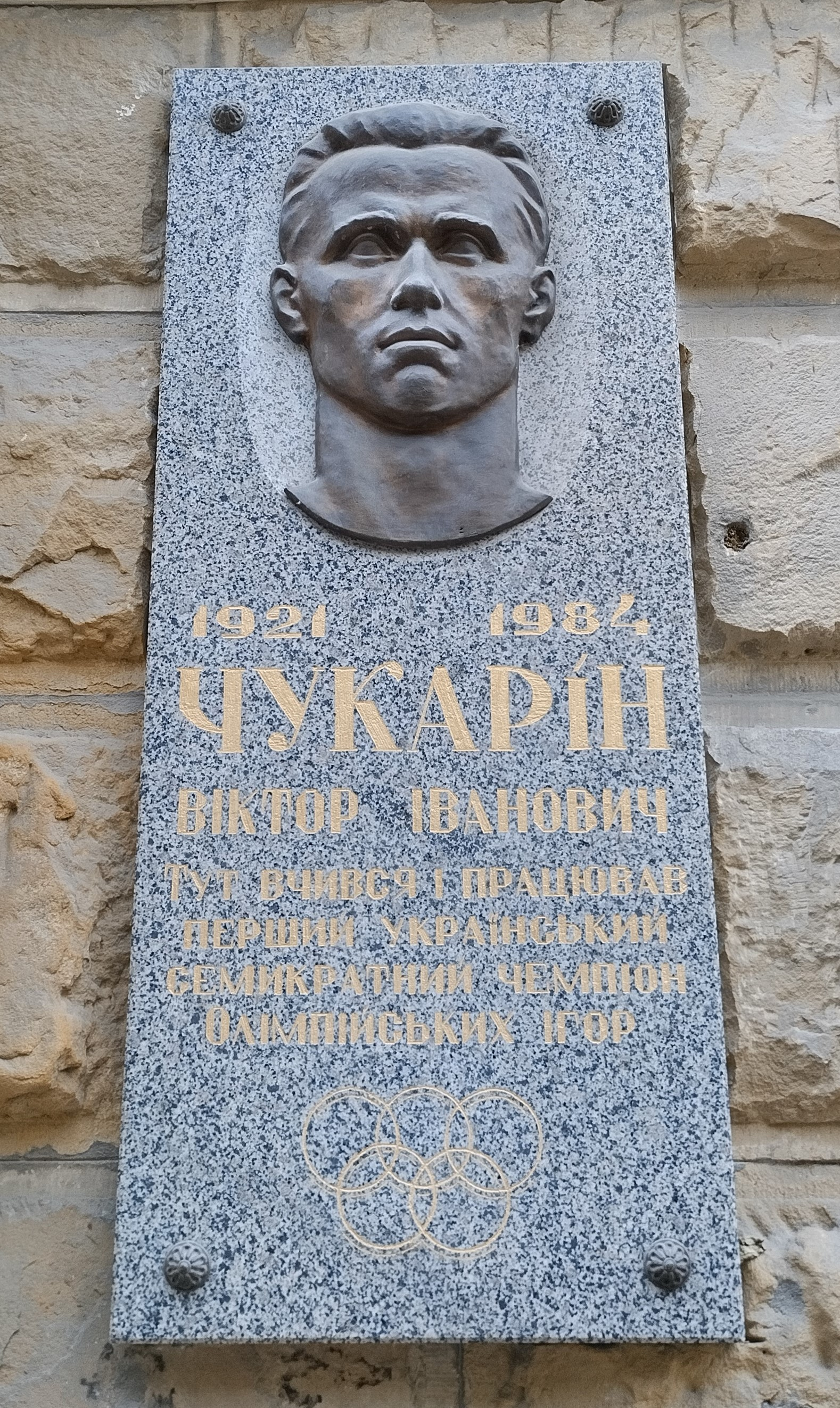
Пам'ятна таблиця Віктору Чукаріну на фасаді Львівського державного університету фізичної культури

На вшанування пам'яті Віктора Чукаріна у 1984 році його ім'ям названо одну з вулиць у Сихівському районі міста Львова. У 2016 році, відповідно до Закону України «Про засудження комуністичного та націонал-соціалістичного (нацистського) тоталітарних режимів в Україні та заборону пропаганди їхньої символіки», рішенням Маріупольської міськради вулицю Куйбишева перейменовано на вулицю Чукаріна.
У німецькому місті Домбостон, ще за життя Віктора Івановича Чукаріна, місцевою громадою було облаштовано музей видатного спортсмена.
У залі гімнастики навчально-спортивної бази літніх видів спорту Міністерства оборони України у Львові, під патронатом НОК України, щорічно проводяться традиційні змагання відкритого Кубка міста Львова, присвячені пам'яті дворазового абсолютного чемпіона Олімпійських ігор зі спортивної гімнастики Віктора Чукаріна.
У 2009 році, за ініціативою Мамеда Джафарова, на фасаді будівлі Львівського державного університету фізичної культури встановлено пам'ятну таблицю Віктору Чукаріну.
Під час проведення урочистих заходів у Львівському державному університеті фізичної культури 9 листопада 2011 року, присвячених 90-літтю від дня народження Віктора Івановича Чукаріна, професором Мамедом Ашумовичем Джафаровим було запропоновано присвоїти Львівському державному університетові фізичної культури ім'я Віктора Івановича Чукаріна.

## Цитати
«Життя спортсмена сповнене різних обмежень, потребує постійного суворого режиму, а тренери добре знають, що треба робити для безперервного зростання майстерності, і помиляється той, хто вважає певні обмеження забаганками тренера. Нині, коли я сам став наставником молодих гімнастів і маю своїх учнів, вважаю за необхідне сказати спортсменам, що тренер — їхній найкращий друг. Він може бути суворим, надто вимогливим, навіть, на перший погляд, жорстоким. Та це суто поверхове враження. Протягом багатьох років роботи над моїм удосконаленням  Петро Тимофійович Собенко ніколи «не освідчувався мені в коханні». Я теж. Але його робота була взірцем батьківського піклування про мене. А батько не може не любити своєї дитини». 
Віктор Чукарін, семиразовий олімпійський чемпіон.